# Elmis perezi
Elmis perezi is een keversoort uit de familie beekkevers (Elmidae). De wetenschappelijke naam van de soort werd in 1870 gepubliceerd door Lucas Friedrich Julius Dominikus von Heyden.